# Longhope
Longhope é uma paróquia e aldeia de Forest of Dean, no condado de Gloucestershire, na Inglaterra. De acordo com o Censo de 2011, tinha 1489 habitantes. Tem uma área de 12,27 km².